# Hidrovía Paraná-Paraguay
La hidrovía Paraná-Paraguay-Uruguay se caracteriza por la ejecución de un proyecto de ingeniería fluvial destinado a la creación de un sistema de navegación canalizada a lo largo de los cursos de los ríos Paraguay y Paraná, así como en algunos de sus afluentes seleccionados. El objetivo principal de este proyecto radica en la viabilidad de habilitar el tráfico constante, los 365 días del año, de embarcaciones de bajo calado pero de gran capacidad de carga, con un enfoque en el transporte de minerales, combustibles y productos agrícolas como principales mercancías.
Para lograr dicho propósito, se requerirá la implementación de diversas medidas de ingeniería fluvial, que comprenden la rectificación del trazado del curso de agua, mediante la eliminación de meandros, el ensanchamiento del mismo a través de la supresión de vegetación ribereña, la mejora de la seguridad mediante sistemas de señalización adecuados, la eliminación de islas e islotes mediante técnicas explosivas controladas, y finalmente, la profundización del lecho del río mediante operaciones de dragado.
Según el proyecto, la hidrovía se extenderá de norte a sur desde la ciudad brasileña de Puerto Cáceres, en el estado de Mato Grosso, hasta desembocar en el delta del Paraná, frente al puerto de Nueva Palmira, ubicado en el departamento de Colonia, en Uruguay.
Los países que comparten este sistema fluvial —Argentina, Bolivia, Brasil, Paraguay y Uruguay—, llevaron a cabo una fase inicial en la que promovieron la realización de estudios exhaustivos destinados a evaluar la viabilidad económica, técnica y ambiental de las mejoras necesarias para garantizar la utilización sostenible de los recursos hídricos en cuestión. Estos países establecieron el Comité Intergubernamental de la Hidrovía (CIH) como el ente coordinador de estas iniciativas, a través del cual formalizaron acuerdos con organismos internacionales, como el Banco Interamericano de Desarrollo (BID), el Fondo Financiero para el Desarrollo de la Cuenca del Plata (Fonplata), el Programa de las Naciones Unidas para el Desarrollo (PNUD) y la Corporación Andina de Fomento (CAF), para llevar a cabo los estudios pertinentes. En el período comprendido entre 1988 y 2010, se observó un notorio incremento en el transporte de mercancías a lo largo de esta hidrovía, pasando de 700 000 toneladas anuales a casi 17.4 millones de toneladas al año. Posteriormente, este volumen de transporte continuó creciendo de manera significativa hasta superar la cifra actual de 36 millones de toneladas anuales. En cuanto a la composición de la carga transportada, se destaca la importancia de la soja y sus derivados como los productos predominantes, seguidos por el hierro y los combustibles.

## Obras
En el territorio argentino, se llevaron a cabo labores de balizamiento y señalización en un segmento que había permanecido sin mantenimiento durante décadas, desde Santa Fe hasta la zona de confluencia, ubicada en el kilómetro 1,238 del río Paraná. Además de estas medidas, se ha progresado en la canalización del río Paraguay, particularmente en uno de los tramos de mayor complejidad para la navegación. En el año 2013, se finalizaron las obras de construcción del muelle en el Nuevo Puerto de Posadas, situado en las proximidades del Parque Industrial Posadas. Este nuevo puerto de Posadas desempeña un papel fundamental como punto de acceso a la Hidrovía Paraná-Paraguay. Desde el año 2015, en la provincia de Chaco se ha estado llevando a cabo la construcción de un centro logístico con el propósito de facilitar la interconexión entre la Hidrovía Paraná-Paraguay y el puerto de Barranqueras. Este puerto se prevé como el de mayor relevancia en la provincia, lo que apunta a fortalecer aún más la infraestructura logística en la región.
En 2011, la entonces presidenta Cristina Fernández de Kirchner dio inicio a las labores de desarrollo en la hidrovía Paraná-Paraguay con el propósito de habilitar un calado para buques de 28 pies, posteriormente incrementado a 32 pies. Estas modificaciones se llevaron a cabo con la finalidad de respaldar el proyecto de renovación del puerto de Santa Fe, con una inversión total de 112 millones de dólares. Este proyecto comprendió una serie de intervenciones que incluyeron la ampliación, señalización y dragado en el río Paraná, con el objetivo de facilitar el transporte de la producción agrícola. La obra abarcó una extensión de más de 650 kilómetros en la hidrovía, lo que posibilita la navegación ininterrumpida las 24 horas del día, durante los 365 días del año, en consonancia con la visión de promover la eficiencia y la accesibilidad en el transporte fluvial de mercancías en la región.
El proceso de dragado y balizamiento del río Paraná, destinado a garantizar su navegabilidad de forma continua, las 24 horas del día, durante los 365 días del año, abarca un tramo de 600 kilómetros desde Santa Fe hasta los puertos de Barranqueras y Corrientes. Esta iniciativa tiene como objetivo primordial reducir los costos operativos y mejorar la competitividad en el transporte del grano argentino. En este contexto, se llevó a cabo la inauguración de estas operaciones con la presencia del gobernador Hermes Binner, así como sus homólogos de Entre Ríos, Sergio Uribarri, y del Chaco, Jorge Capitanich.

## Impactos socioambientales de la hidrovía
Basado en los estudios que sobre el proyecto hizo el Banco Interamericano de Desarrollo, y el CEFRED en apoyo con WWF, el español Pedro Arrojo (2008, p.8), uno de los científicos más comprometidos del mundo con los temas de hidrología, economía y ecología,[cita requerida] ha afirmado lo que provocaría la construcción de esta Hidrovía: 
Cuando drenamos y desecamos humedales, reducimos las capacidades de inercia de la naturaleza en el ciclo hídrico continental, que permiten regular caudales y reducir, tanto las puntas de crecida, y los consiguientes riesgos de inundación, como los impactos de escasez derivados de estiajes y ciclos de sequía. Encontramos un caso paradigmático a este respecto en el polémico proyecto de Hidrovía, entre Brasil, Argentina, Paraguay y Bolivia. Un megaproyecto que, desde hace años, y en sucesivas versiones, está amenazando el complejo sistema hidrológico que alimenta y regula en su cabecera la Cuenca del Plata. El proyecto se basa en drenar el Gran Pantanal, el mayor humedal del mundo, con 200.000 km de extensión. El objetivo es mejorar la navegabilidad y facilitar la salida del corazón del continente suramericano de minerales y materias primas para su exportación. Los estudios elaborados para el Banco Interamericano de Desarrollo estimaron que el dragado masivo de cauces y el drenaje del humedal comportarían la extinción de unas 600 especies de peces, 650 de aves y 80 de mamíferos. [cita requerida]Por otro lado, la ruptura de la función reguladora del Pantanal incrementaría los riesgos de inundación y el impacto de las sequías en toda la cuenca (CEBRAC y WWF, 1994) [cita requerida].
A lo largo de los 25 años de operación de la Hidrovía los principales impactos registrados han sido: en la biodiversidad, el dragado implica la excavación del fondo del río para aumentar la profundidad del canal de navegación. Esto impacta directamente en todas las formas de vida que habitan en el lecho del río, así como sobre las especies que se alimentan de ellas. Además, la deposición del sedimento extraído puede modificar los ciclos de inundación de los humedales asociados al cauce principal del río, afectando a los organismos que allí habitan. Todo ese movimiento de enormes volúmenes de materia que se remueve del fondo del río, aumenta la suspensión de sedimentos y la turbidez del agua. Esto tiene consecuencias negativas para muchos organismos. En el agua, el dragado en zonas costeras para instalar puertos, el aumento del tránsito naviero y las actividades portuarias, sumados a eventuales derrames de hidrocarburos y sustancias peligrosas, poseen el potencial de aumentar la contaminación del agua y el riesgo de introducción de especies exóticas invasoras. De estos ríos se abastecen de agua muchas de las principales ciudades del país. La pérdida de la calidad del agua incide directamente en la salud de la vida acuática, los medios de vida de la gente y los costos para su potabilización.  En las costas, el aumento del tránsito naviero y los volúmenes de carga de los barcos, pueden bajar los costos del transporte, pero no puede dejar de considerarse el impacto del oleaje sobre las costas. Este movimiento artificial del agua aumenta la erosión costera y puede provocar el desmoronamiento de barrancas, resultando en costos ambientales y muchas veces sociales que deben evitarse, minimizarse o, en última instancia, compensarse. Y en cuanto a la gente, afectan invariablemente a las comunidades cuyos medios de vida se sustentan en los humedales y en las pesquerías.

## Principales ciudades a la vera de la hidrovía

### En el río Paraná
en Argentina:
- San Pedro Buenos Aires
- San Nicolás
- Rosario
- San Lorenzo
- Posadas
- Diamante
- Paraná
- Santa Fe
- La Paz
- Goya
- Reconquista
- Bella Vista
- Corrientes
- Resistencia

en Paraguay:
- Encarnación
- Ciudad del Este

en Brasil:
- Foz do Iguaçu

### En el río Paraguay
- Asunción (PAR)
- Humaitá (PAR)
- Pilar (PAR)
- Formosa (ARG)
- Concepción (PAR)
- Porto Murtinho (BRA)
- Corumbá  (BRA)
- Cáceres  (BRA)
- Puerto Aguirre (BOL)
- Puerto Busch (BOL)
- Puerto Suárez (BOL)

### En el río Uruguay
- Nueva Palmira (URU)

## Beneficios para la región
- Favorece el comercio.
- Proporciona una salida hacia el mar para los países limítrofes.
- Aumenta la recaudación por el cobro de peajes, contratación de servicios y estadías en el puerto.
- Estimula la importación y exportación de mercadería.
- Aumenta el consumo en la región portuaria.

## Perjuicios para la región
- Desaparecen los humedales, islas y bosques.
- Mayor contaminación en el agua.
- Alteración del ecosistema provocando grandes sequías e inundaciones en la zona.
- Extinción de especies autóctonas de flora y fauna.
- Desaparecen comunidades de pobladores de la zona.
- Pérdida de puestos de trabajo artesanales.
- Se inhabilita el uso recreativo y de esparcimiento de la zona, para dar lugar a grandes buques mercantes.